# Hapkidowon
Hapkidowon (koreanisch 합기도원 Hapgidowon), auch bekannt als World Hapkido Headquarters – WHH (세계합기도본부 Segye-Hapkido-Bonbu), World Hapkidowon (세계합기도원 Segye-Hapkidowon) oder Foundation of the World Hapkido, ist ein von Großmeister Myung Hong-sik im Jahr 1981 im Bundesstaat Michigan in den USA gegründete Schule bzw. Organisation für die koreanische Kampfkunst Hapkido.
Hapkidowon wird auch das Mekka des Hapkido bezeichnet. Es ist das Zentrum der Hapkido-Lehrer-Ausbildung, das Büro offizieller Poom/Dan-(Schwarzgurt)Zulassungen, es bietet zudem Seminare an, führt die Hapkido-Organisation und gibt Empfehlungen für Leiter von Kampfkunst-Schulen. Hapkidowon konzentriert sich auf die Einheit und die Interessen der Hapkido Kampfkünstler. Hapkidowon gibt Ehrungen für diejenigen, die zur Verbesserung der Kampfkunst, der Vereinigung des Hapkidowon beitragen.

## Geschichtlicher Überblick
Grandmaster Myung Hong-sik begann 1960 Hapkido am WonHyo Dojang. Er beteiligte sich in Seoul 1968 bei der „1. Koreanischen Nationalen Hapkido-Demonstration“. Er wurde 1970 Chef-Trainer bzw. Lehrer beim Korea Hapkido YonMuKwan und dem SangDo Dojang. 1973 wurde er Chef-Trainer und Leiter des Hauptzentrums der Korea Hapkido YonMuKwan (대한합기도연무관 Dae Hanhapgido-yeonmugwan) und übernahm außerdem die Leitung der Korea Hapkido Association aus dem YonMuKwan vom Gründer GM Myung Hong-sik. GM Myung zog 1981 in die Vereinigten Staaten und eröffnete in Detroit und Michigan Hapkido Schulen. 1981 gründete er das World Hapkido Headquarters (Welt Hapkido Hauptzentrum) – kurz Hapkidowon genannt. 2004 wurde das Hauptzentrum nach Corona in Kalifornien verlegt.

## Übersicht
Hapkidowon ist ein Ort der Ausbildung für die dynamische Kunst des Hapkido in ihrer authentischen Form. Seine hohen Qualitäts-Techniken sind sehr praktisch und auf der Grundlage wissenschaftlicher Prinzipien. Offensive und defensive Fähigkeiten werden in verschiedenen realen Anwendungen in den folgenden Szenarien gelehrt: leere Hand gegen leere Hand (맨손 對 맨손 Maenson dae maenson), Hand gegen Waffe oder eine Waffe gegen Hand (맨손 對 무기 Maenson dae mugi) und Waffe gegen Waffe (무기 對 무기 Mugi dae mugi). Hand-Fußtechniken, Hebeltechniken, Schlagtechniken, Wurf und Halttechniken sowie Nervendruckpunkttechniken. Zu den Waffen-Techniken gehören das Messer, Stock, Seil, Dan Bong, Jung Bong, Jang Bong, So Bong und das Schwert.

## Bedeutung der Hapkidowon
- Hap (합; 合) bedeutet "Harmonie", "koordiniert" oder "Verbinden", kombinieren, verbinden, zusammenschließen
- Ki (기; 氣) beschreibt innere Energie, Geist, Kraft oder Macht, Kraft, Energie, Vitalität, Stärke, Kraft, Spirituosen, Ausdauer, Potenz
- Do (도; 道) bedeutet "Weg" oder "Kunst", was eine wörtliche Übersetzung von "Verbinden-Energie-Weg"
- Won (원; 院) bedeutet: Haus des Lernens, Stiftung, Akademie.
- Hapkidowon bedeutet Haus des Lernens Hapkido. Es ist die Internationale Hapkido-Organisation, die auch als World Hapkido Headquarters bekannt ist, und die Heimat authentisch Hapkido genannt wird.